# Aleuroplatus epigaeae
Aleuroplatus epigaeae là một loài côn trùng cánh nửa trong họ Aleyrodidae, phân họ Aleyrodinae.
Aleuroplatus epigaeae được Russell miêu tả khoa học đầu tiên năm 1944.